# V404 Лебедя

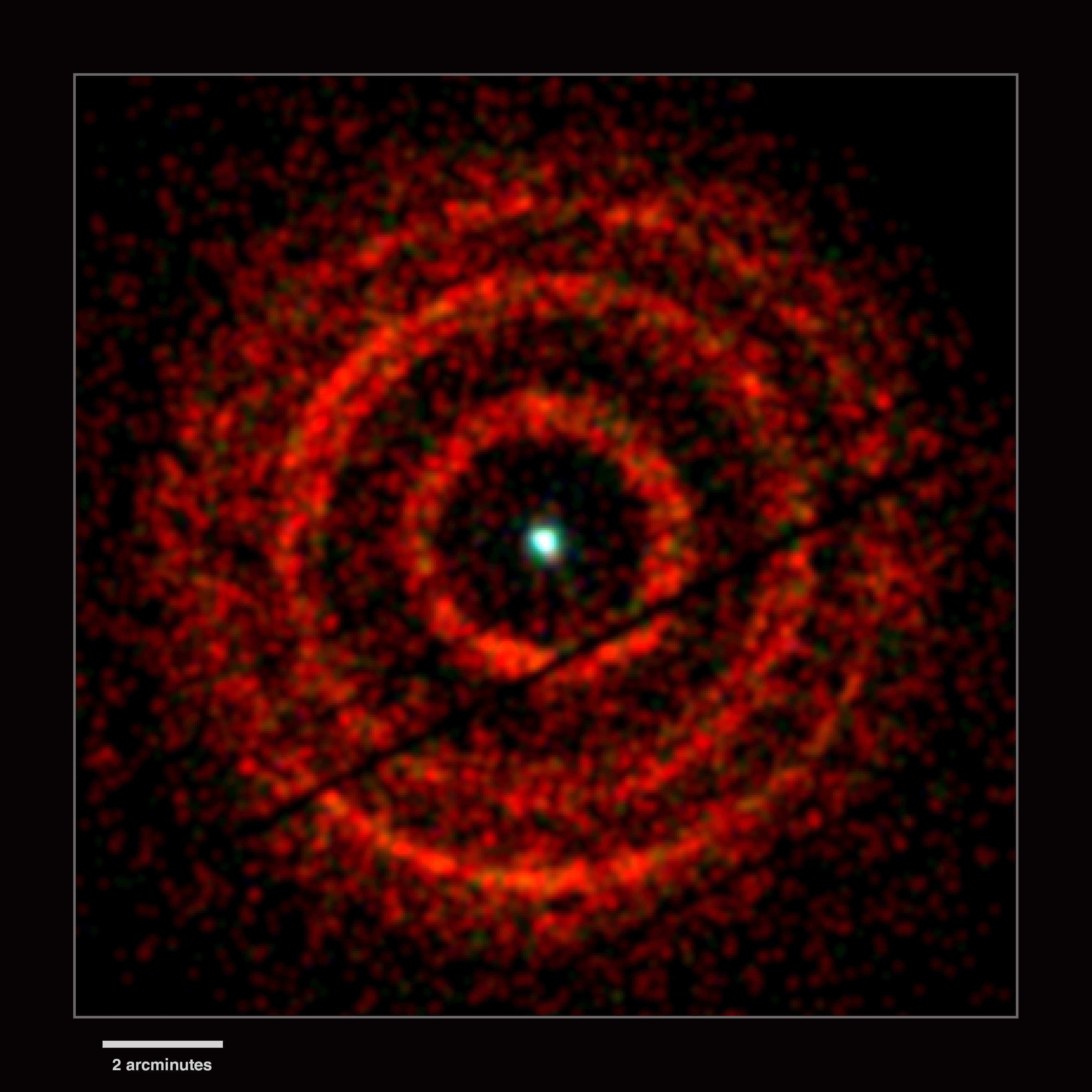
V404 Лебедя

V404 Лебедя (V404 Cygni) — подвійна зоря в сузір'ї Лебедя, що складається з чорної діри масою 12 ± 3 мас Сонця та супутника класу G або K з масою, трохи меншою за Сонце.

## Загальний опис
Дві зорі розташовані досить близько одна до одної й обертаються з періодом 6,5 доби. Через близькість до чорної діри під дією її сил тяжіння зоря головної послідовності викривлена (має форму яйця) і з часом втрачає масу.
«V» у позначенні вказує на те, що це змінна зоря. Її вважають новою, тому що принаймні тричі у XX столітті вона яскраво спалахувала. Це м'яка рентгенівська тимчасова, оскільки періодично випромінює короткі спалахи рентгенівських променів.
У 2009 році чорна діра в системі V404 Лебедя стала першою чорною дірою, для якої точно виміряли паралакс і таким чином визначили відстань до неї від Сонячної системи; відстань дорівнює 2,39 ± 0,14 кілопарсека, або (7,80 ± 0,46) × 103 світлових років.

## Гама-випромінювання
22 травня 1989 року Japanese Ginga Team відкрила нове джерело гама-випромінювання, яке позначили як GS 2023+338. Згодом це джерело було ідентифіковано як раніше відома нова, каталогізована як V404 Лебедя.

### Спалах у 2015 році
15 червня 2015 року супутник НАСА Swift помітив відновлення активності об'єкта. Почалася всесвітня компанія спостереження, і 17 червня космічний гамма-телескоп Європейського космічного агентства INTEGRAL здійснював моніторинг спалаху. Під час цих спалахів V404 Лебедя була найяскравішим об'єктом на рентгенівському небі — майже в 50 разів яскравішим, ніж Крабоподібна туманність. Інші спалахи зафіксовані у 1938 та 1956 роках, імовірно, взаємозв'язані, імовірно, речовина накопичується в акреційному диску навколо чорної діри, поки не досягає точки скидання.